# Лесная Сторожка Бегуша
Лесная Сторожка Бегуша — населённый пункт в Кимрском районе Тверской области. Входит в состав Титовского сельского поселения.

## География
Находится в юго-восточной части Тверской области на расстоянии приблизительно 9 км на восток по прямой от районного центра города Кимры в правобережной части района к северу от деревни Некрасово.

## История
В XIX веке место было ненаселённое. До Великой Отечественной войны здесь также не отмечалось поселений. Населённый пункт был отмечен уже только на карте 1978 года как дом лесника.

## Население
Численность населения не была учтена как в 2002 году, так и в 2010.